# Hemiteles albotrochanteratus
Hemiteles albotrochanteratus är en stekelart som beskrevs av Constantineanu 1968. Hemiteles albotrochanteratus ingår i släktet Hemiteles och familjen brokparasitsteklar. Inga underarter finns listade i Catalogue of Life.